# 虎蛇
虎蛇是爬蟲類有鱗目眼鏡蛇科下的一個種屬。虎蛇屬於有毒的蛇類，主要分布於澳洲南部，包括南澳海岸地區及塔斯曼尼亞。此類蛇有多種體色及體紋形態，深淺相間，而且紋路曲折，就像老虎身上的斑紋一樣，因此得名。虎蛇在很多國家中都是受保護動物，捕殺或傷害虎蛇者最高罰款是四千元美金

## 特徵
虎蛇是澳洲亞熱帶地區一種體型較大的毒蛇，牠們是蛇亞目中一個很獨特的群體，同種屬中的外型、體色、大小分別可以相當大。部分虎蛇的體色更會因應季節性而有所改變。一般虎蛇的身體長達1.45米，體紋寬闊，有明顯的光暗落差。虎蛇的體色大致有橄欖色、暗黃色、橙棕色及黑色等，蛇腹比較淺色。虎蛇以毒素殺死獵物，也會向侵略者施展凌厲的咬擊，有令人類致命的能力。牠們能夠忍受低溫，不過對虎蛇而言，最佳的活動時刻是較為溫暖的夜晚。雌性的虎蛇每次能誕下12至40條幼蛇，唯獨紀錄中有一條東方虎蛇曾經一次誕下64條幼蛇，是較為罕見的例子。一般而言，虎蛇沒有強烈的侵略性，遇到威脅時如果做得到的話牠們都會先選擇逃逸，而不是主動進擊。如果威脅迫近，牠們會緩緩壓平身子繃緊肌肉，昂起頭部，準備隨時彈出咬擊；有時亦會發出嘶嘶聲響，藉以恫嚇對手。
虎蛇雖然盛產於澳洲南部，但實際上牠們的分佈相當廣泛。以下介紹幾個主要的品種：

### 普通虎蛇
普通虎蛇（Common tiger snake），又名澳大利亚虎蛇，或虎蛇。頭部較為巨大，身體亦較為粗壯，強健的肌肉令牠們在移動或享受日光浴時可以更有效地壓平身子，更為靈活。通常體長接近一米，有多種體色，基本上以棕色、灰色、橄欖色為主，有時也會發現身體沒有虎紋的種類。鱗片突出，像重疊的盾牌，尤其是頸部附近的鱗片，更為密集。

### 西方虎蛇
西方虎蛇（Western tiger snake）同樣有強健的體型及巨大的頭部，最長長度達兩米。背部的體紋呈鋼青色及黑色，與黃色的條紋組成虎紋，間中亦能找到沒有明顯體紋的種類。腹部呈黃色。

### 查佩爾島虎蛇

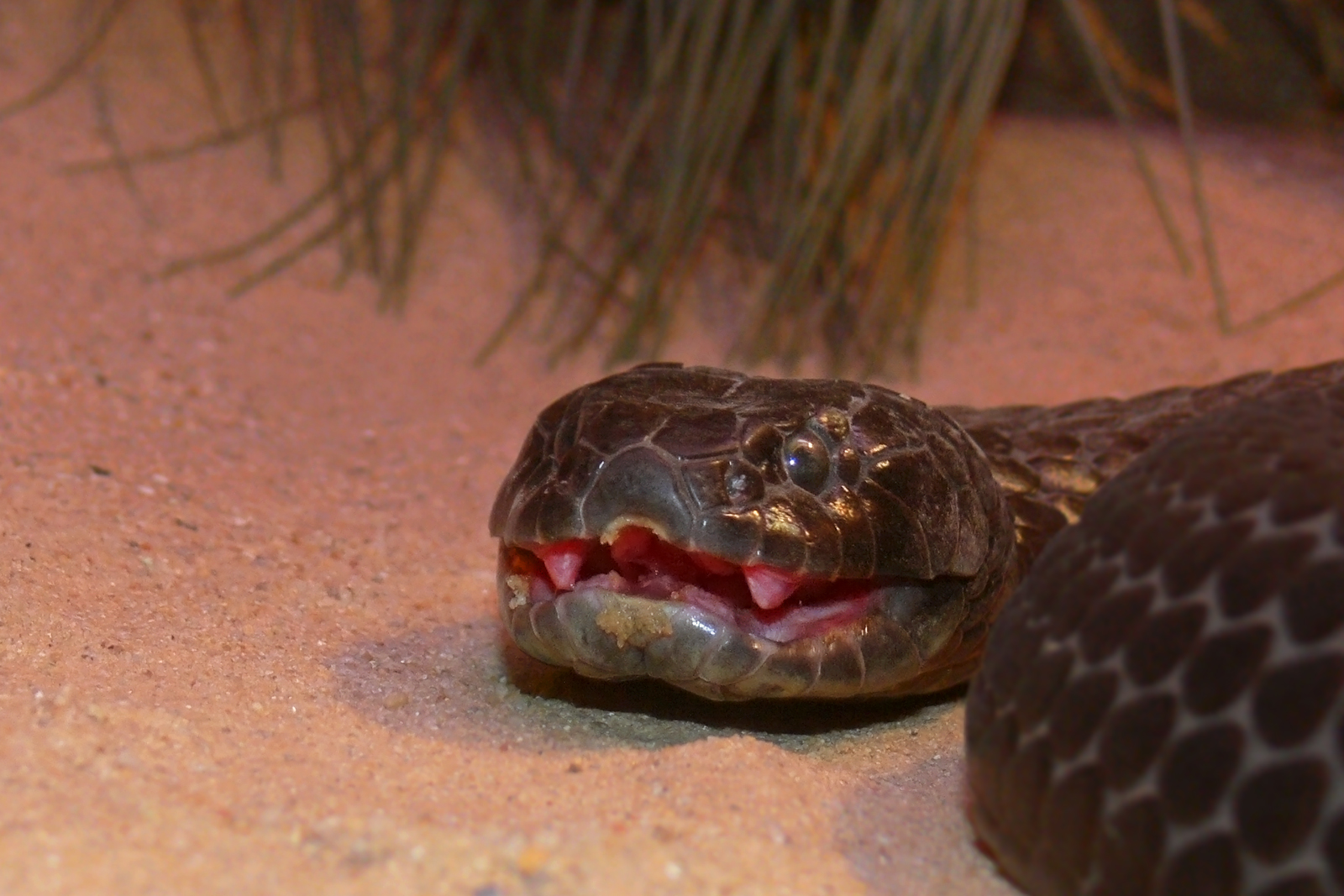
一條查佩爾島虎蛇正展露牠的銳齒

查佩爾島虎蛇（Chappell Island tiger snake）是虎蛇屬中最巨型的品種，平均長度達兩米，背部紋理呈橄欖色至黑色，腹部同樣較為淺色。這品種在幼蛇階段就已經有完整的交錯體紋。

### 帝島虎蛇
帝島虎蛇（King Island）及另一種塔斯曼尼亞虎蛇（Tasmanian tiger snakes）亦是虎蛇的主要品種，二者形態較為相似。牠們的幼蛇階段較為幼小，成長後體長可長達1.5米。背部體紋呈黑色並與較淺色的體紋交錯成虎紋，在某些情況下黑色的體紋會被黑色或灰色的斑點取代，形成黯淡的體紋，甚或沒有明顯體紋。

### 半島虎蛇
半島虎蛇（Peninsula tiger snake）平均體長約有1.1米，體型在虎蛇屬中較為細小。嘴部附近的鱗片呈白色，背部體紋呈黑色。在袋鼠島一帶，半島虎蛇有多種體色，體紋組織亦較為豐富。

## 棲息環境

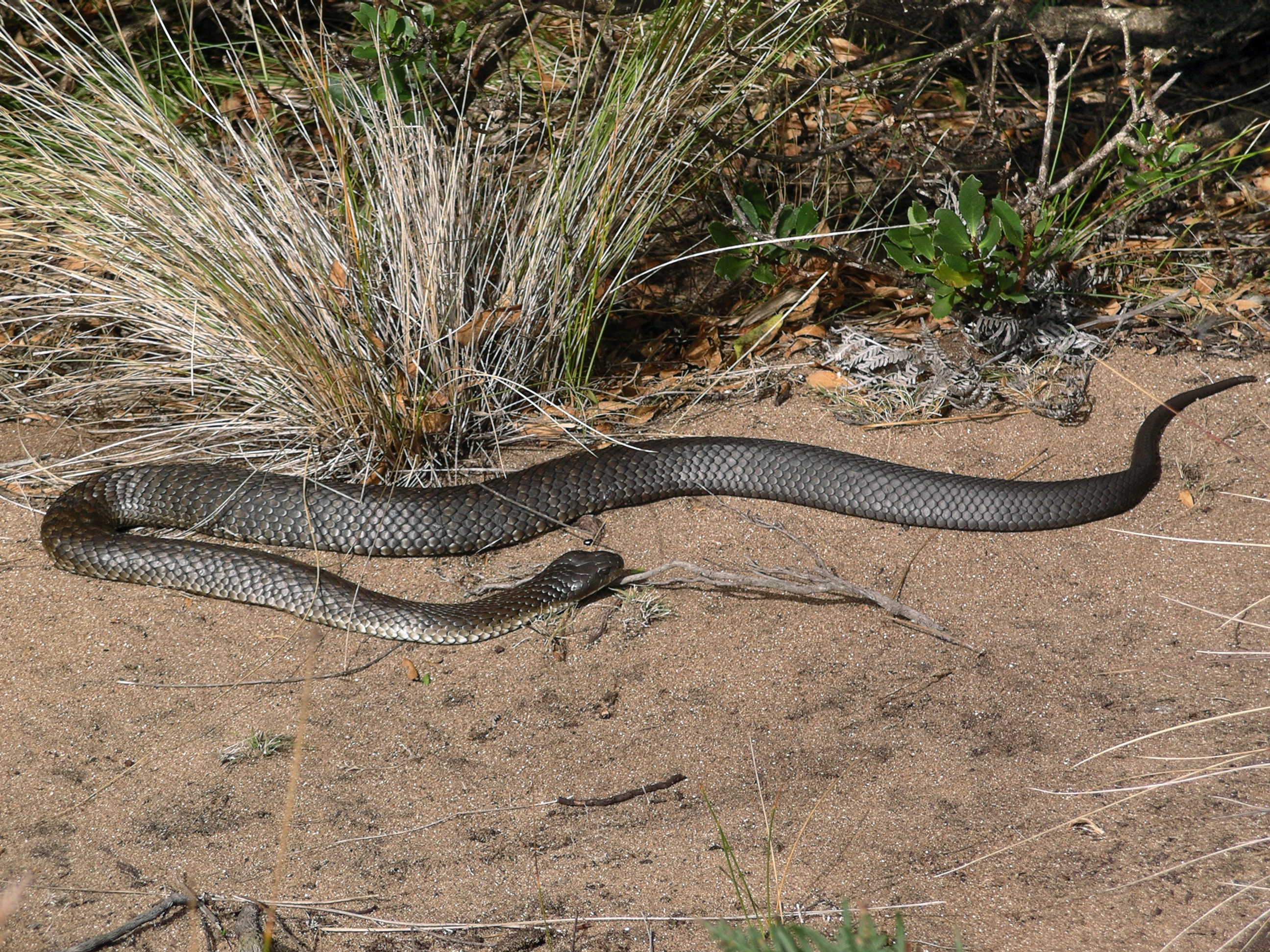
帝島虎蛇，身體有著明顯的體紋

虎蛇主要分佈在海岸、濕地或溪澗等地帶，牠們有刻意佔據領地的習性。一些居住了大量蛙類或其它獵物的地區，更是虎蛇經常聚居的集中地。另外，虎蛇所佔領的島嶼上亦有不少海鷗聚集生活，虎蛇亦會捕食這些海鷗的幼兒，不過亦有不少體型較大的虎蛇會被海鷗啄擊致盲。虎蛇的分佈地由西澳南部伸展至南澳、塔斯曼尼亞、維多利亞州以至新南威爾士一帶。除了海岸地區外，虎蛇亦常出沒於內陸水道，與及墨瑞河等地方。另外，一些聚居於濕地的虎蛇，由於其居地近年受到當地郊區發展的影響，虎蛇的主要食物來源如蛙類數字因而大大減少，直接影響到虎蛇的生態。

## 分類學
虎蛇隸屬於眼鏡蛇科，其下有兩個較為人知並得到普遍認同的品種，分別是澳大利亞虎蛇（Notechis scutatus）及黑虎蛇（Notechis ater），這兩個品種的虎蛇均有著更顯著的虎蛇特徵。很多研究者曾經為虎蛇屬的各個品種加以命名，可是這些命名大都是沒有得到正式授權的，因此不受普遍認同。

### 品種
| 種                          | 命名者         | 亞種 | 英語                 | 地理分佈                                           |
| --------------------------- | -------------- | ---- | -------------------- | -------------------------------------------------- |
| 黑虎蛇（N. ater）           | Krefft，1866年 | 3    | Black tiger snake    | 澳洲（西澳、南澳、塔斯曼尼亞）                     |
| 澳大利亞虎蛇（N. scutatus） | Peters，1861年 | 1    | Mainland tiger snake | 澳洲（新南威爾士、昆士蘭、南澳、維多利亞州、西澳） |

## 毒性
虎蛇分泌強烈的神經毒素、凝固劑、溶血素及蛇類特有的肌肉毒素，其毒性能躋身世界最強烈的蛇毒之列。被虎蛇所咬後，除了傷口劇痛之外，從傷口附近延伸的毒素更會令足部及頸部出現痛楚，身體感到麻痺、出汗，隨即開始呼吸困難及局部肢體癱瘓。即使有有效的抗蛇毒素，但如果不立即治療的話，致命率仍高達45%。
被澳洲一帶毒蛇所咬的治療方法，大致上相同。一般而言，為了有效抑制蛇毒在淋巴系統擴散，治療初步都會使用「壓力穩定法」（Pressure Immobilization Method）。治療時會在被咬的傷口附近縛上寬闊的繃帶，並把整個肢段（手或腳）都緊緊包裹著，並以木板加以固定。如果在蛇咬傷口附近有留下痕跡的話，蛇毒便可能得到確認，並能施以針對性的治療。抗蛇毒素（或血清）的存在大大減少被虎蛇所咬傷的致命率，目前由虎蛇咬擊所致的死亡數字，已經被另一種毒蛇褐蛇所超越了。

## 備註
1. ↑  Michael, D.; Clemann, N.; Robertson, P. . The IUCN Red List of Threatened Species. 2018, 2018: e.T169687A83767147  [19 November 2021]. doi:10.2305/IUCN.UK.2018-1.RLTS.T169687A83767147.en .
2. ↑  R‧布朗尼‧谷巴、B‧布希、B‧馬因、D‧羅便臣. . 西澳大學出版社. 2007年: 頁254至255. ISBN 978 1 920694 74 6.
3. ↑  .   [2008-05-03]. （原始内容存档于2020-09-25）.
4. ↑  爬蟲類資料庫：虎蛇
5. ↑  基斯‧湯臣. . 澳洲的中毒表徵. 雪梨大學. 2003年11月  [2008-03-23]. （原始内容存档于2008-02-15）.

## 外部連結
- 遭虎蛇所咬時的應變措施（页面存档备份，存于）
- snakeshow.net：關於虎蛇的種屬 （页面存档备份，存于）
- 整合分類學資訊系統 - 虎蛇屬Archive.today的存檔，存档日期2008-10-06